# داني ميلز (لاعب كرة قدم)
داني ميلز (بالإنجليزية: Danny Mills)‏ (13 فبراير 1975 في المملكة المتحدة - ) هو لاعب كرة قدم بريطاني في مركز الوسط. لعب مع برايتون أند هوف ألبيون وتشارلتون أثلتيك ونادي بارنت.

## وصلات خارجية
- داني ميلز على موقع Soccerbase.com (لاعب) (الإنجليزية)